# Nyköpingsåns dalgång

Nyköpingsåns dalgång.

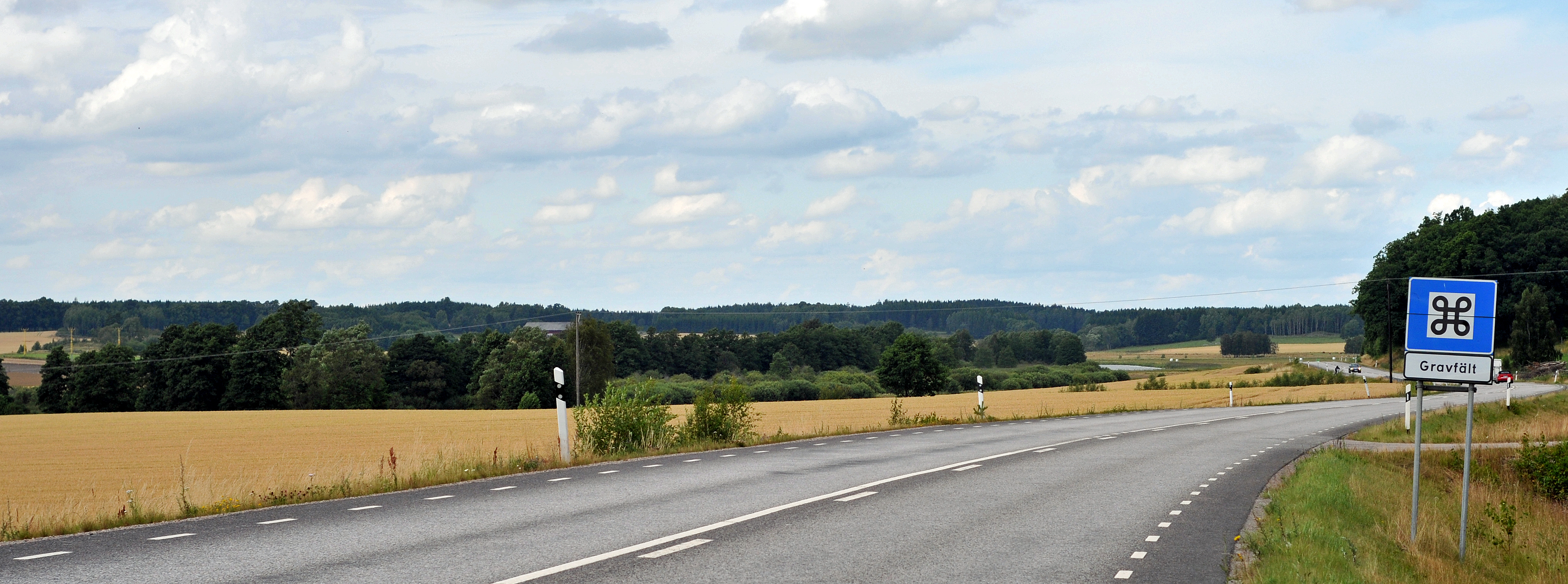
Dalgången vid Bönsta.

Nyköpingsåns dalgång i Bärbo och Helgona socknar i Nyköpings kommun. De norra delarna av dalgången präglas av herrgårdarna Nääs, Tistad, Täckhammar med Bärbo 1200-talskyrka och Kristineholm. Söder därom Bönsta. Vid Släbro i söder finns fornlämningar med unika hällristningar och gravfält från järnåldern. Här finns också yngre järnåldersgravfält på var sin sida om ån med runstenar och hålvägar samt en stenlagd bank över Nyköpingsån.
Nyköpingsåns dalgång är av riksintresse för kulturmiljövården i Södermanlands län enligt beslut av Riksantikvarieämbetet.

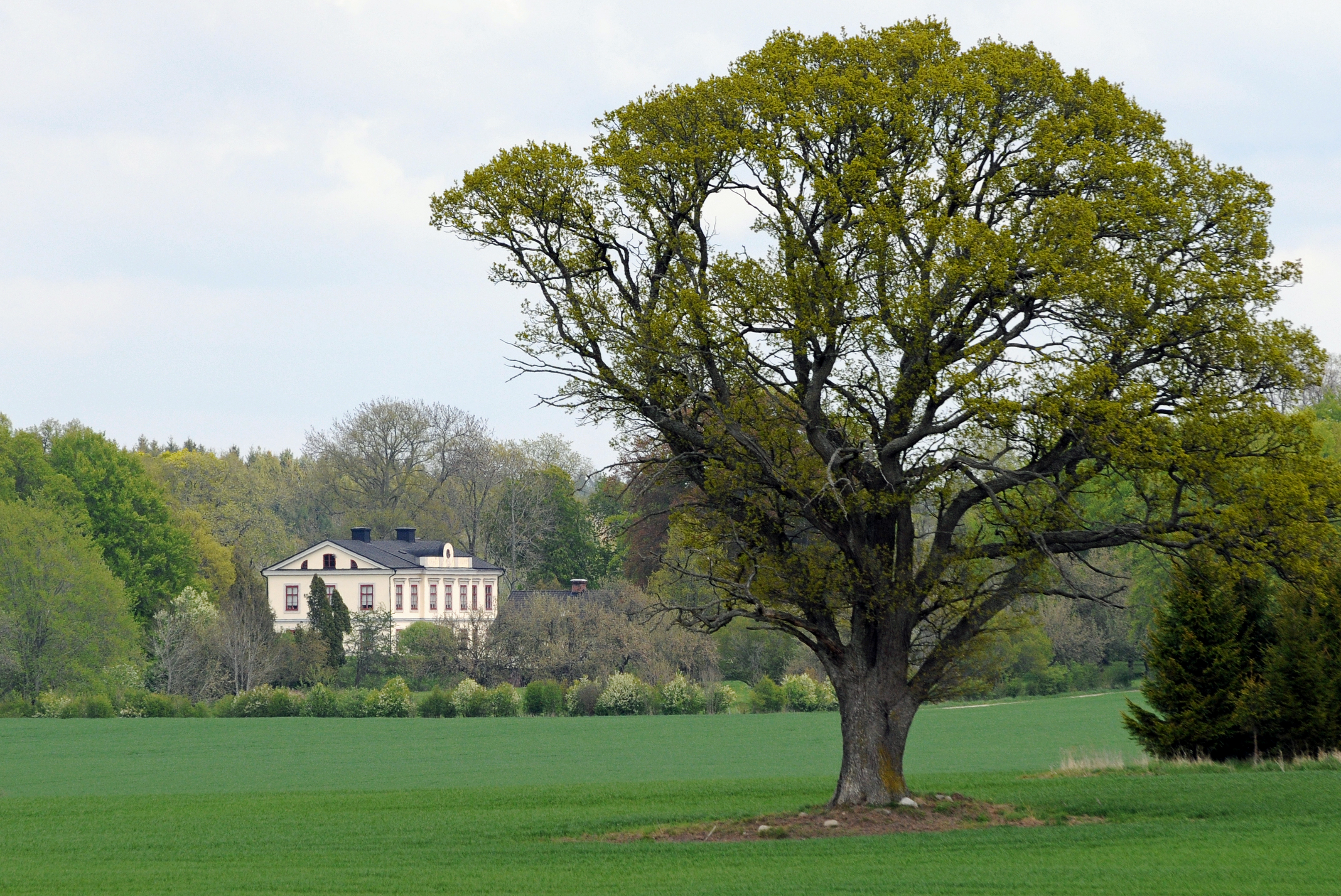
Täckhammars säteri.
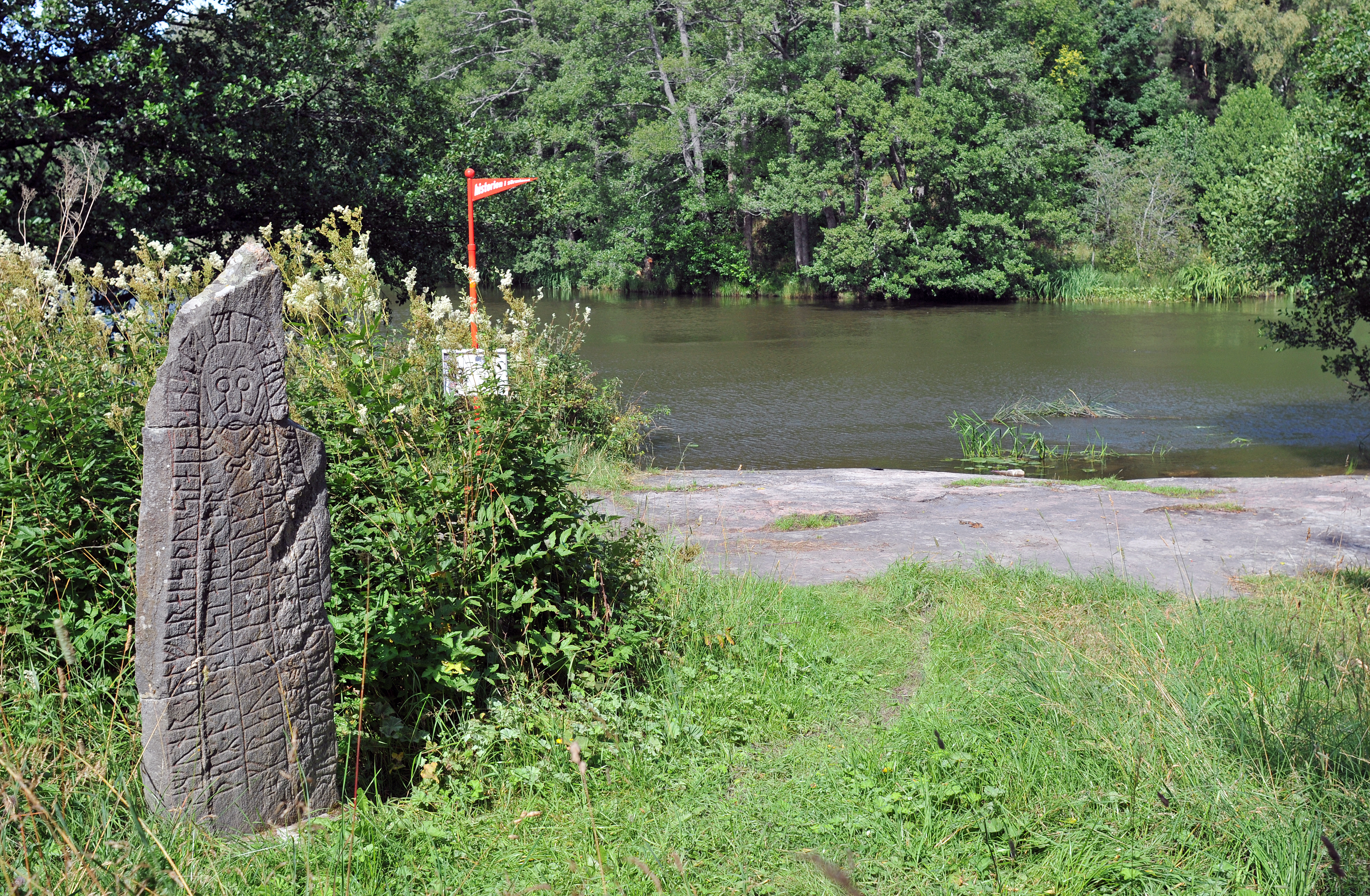
Runstenar och bro/vadställe vid Släbro.
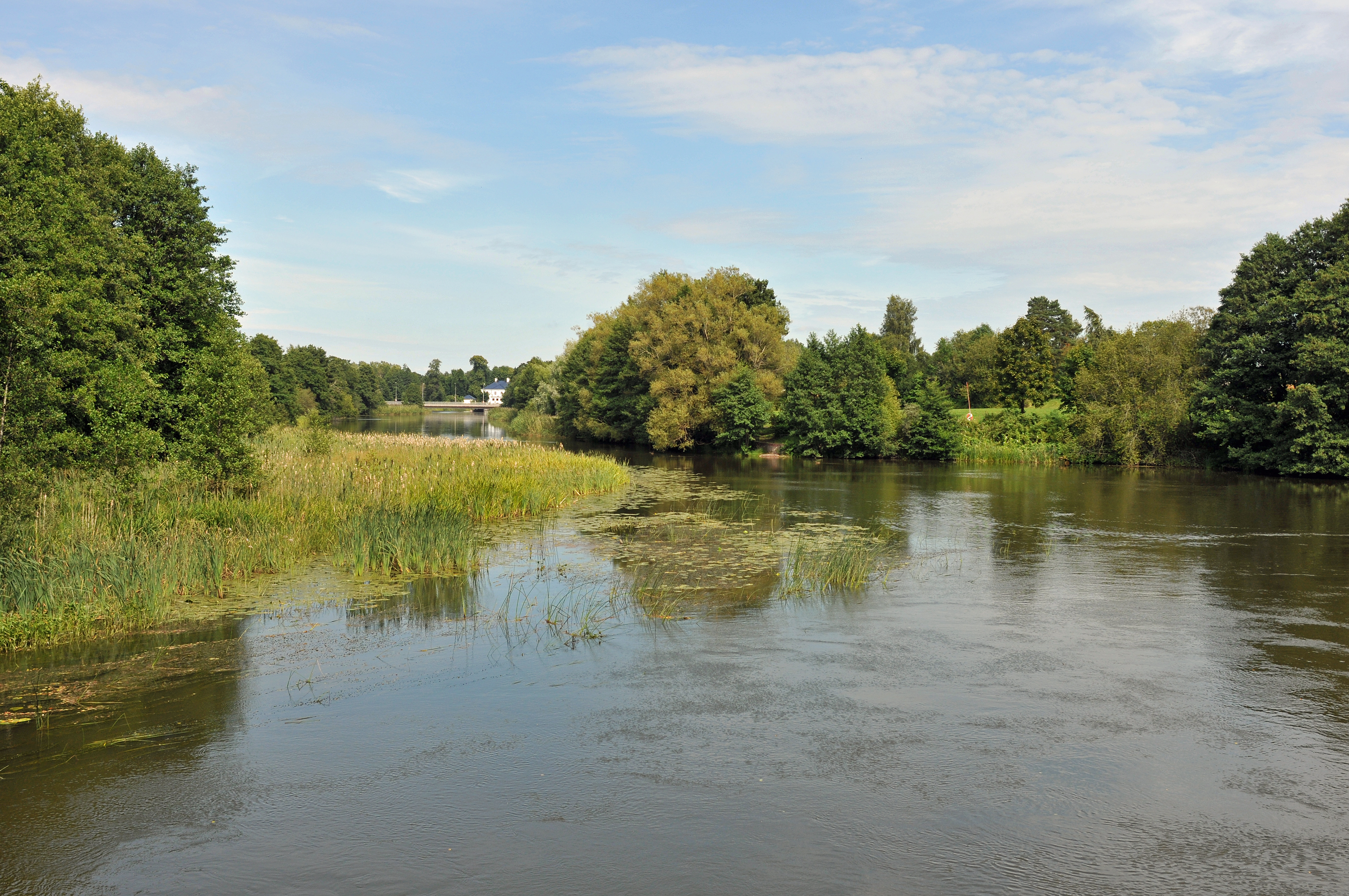
Nyköpingsån vid Släbro.